# Chino gan
Se llama chino gàn a un grupo dialectal de la familia de las lenguas siníticas hablados en la provincia de Jiangxi. Su dialecto más representativo es el dialecto de Nanchang.

## Clasificación
Aunque los chinos prefieren hablar de dialectos (方言, fāngyán) al referirse a las variedades del chino hablado, la inteligibilidad mutua entre estos es prácticamente nula por lo que muchos lingüistas consideran el chino una familia de lenguas, y no una lengua única.

## Dialectos

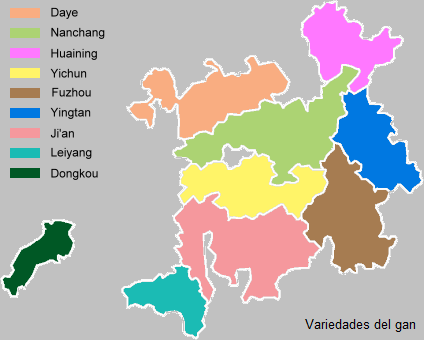

El Atlas lingüístico de China (1987), distingue nueve dialectos dentro del chino gan:
- Chang-Jing（昌靖片), del que es representativo el dialecto de Nanchang
- Yi-Liu（宜瀏片), del que es representativo el dialecto de Yichun
- Ji-Cha（吉茶片), del que es representativo el dialecto de Ji'an
- Fu-Guang（撫廣片), del que es representativo el dialecto de Fuzhou
- Ying-Yi（鷹弋片), del que es representativo el dialecto de Yingtan
- Da-Tong（大通片）
- Lei-Zi（耒資片）
- Dong-Sui（洞綏片）
- Huai-Yue（懷嶽片）

## Comparación léxica
Los numerales en diferentes variedades de chino gan son:
| GLOSA | Dialecto de Nanchang | Dialecto de Lichuan (Fuzhou) | PROTO-GAN |
| ----- | -------------------- | ---------------------------- | --------- |
| '1'   | il5                  | iʔ3                          | *il5      |
| '2'   | ə31                  | ɵ13                          | *ə2?      |
| '3'   | san33                | sam22                        | *sam³     |
| '4'   | sɿ324                | sɪ53                         | *si53     |
| '5'   | n352                 | ŋ44                          | *ŋ̩4       |
| '6'   | liuk2                | tiuʔ5                        | *liuk?    |
| '7'   | dzil21               | tɕʰiʔ3                       | *tsʰil3   |
| '8'   | pal5                 | paiʔ3                        | *pal3     |
| '9'   | tɕiu352              | tɕiu44                       | *tɕiu4    |
| '10'  | ʂʅl1                 | ɕip5                         | *ʂip?     |